# فرانک سپری
فرانک سپری (انگلیسی: Frank J. Sprague; ۲۵ ژوئیهٔ ۱۸۵۷ – ۲۵ اکتبر ۱۹۳۴) مهندس راه آهن، مهندس برق و مخترع اهل ایالات متحده آمریکا بود. وی همچنین برندهٔ جوایزی همچون مدال ادیسون انجمن مهندسان برق و الکترونیک شده است.